# The Beast Is Back
| Recensione   | Giudizio |
| ------------ | -------- |
| AllMusic     | [ 1 ]    |
| Sputnikmusic | 2.4      |

The Beast Is Back è il settimo album dei riuniti Blue Cheer, dopo lo scioglimento avvenuto nel 1972, pubblicato inel 1985. In esso sono presenti due dei tre membri fondatori del gruppo, in quanto è assente il chitarrista Leigh Stephens, sostituito da Tony Rainier.
L'album fu pubblicato dall'etichetta Megaforce Records e prodotto da Carl Cannedy e Paul Curcio.

## Tracce
Lato A
1. Nightmares – 5:00 (Dickie Peterson)
2. Summertime Blues – 3:55 (Jerry Capehart, Eddie Cochran)
3. Ride with Me – 5:20 (Tony Rainier)
4. Girl Next Door – 3:38 (Tony Rainier)

Lato B
1. Babylon – 4:16 (Dickie Peterson)
2. Heart of the City – 4:10 (Richard Peddicord)
3. Out of Focus – 3:40 (Dickie Peterson)
4. Parchment Farm – 6:53 (Mose Allison)

## Formazione
Gruppo
- Dickie Peterson - basso, voce solista
- Tony Rainier - chitarre, accompagnamento vocale
- Paul Whaley - batteria

Altro personale
- Carl Cannedy e Paul Curcio - produttori
- Jon Zazula - produttore esecutivo
- Registrato al Music America Studio di Rochester, New York nel 1984
- Chris Bubacz - ingegnere del suono
- Masterizzato al Sterling Sound di New York da Jack Skinner
- Marsha Zazula - coordinatore
- Geoffrey Thomas - fotografia copertina (LP)
- Mike Buckman - copertina (CD) e design
- John Cassatto - illustrazione logo[3]